# Berry Westra
Berry Westra (Amstelveen, 28 februari 1961) is een Nederlands oud-wereldkampioen bridge en hoofdredacteur van het Nederlandse Bridge Beter Magazine.
Bieden en spelen 'volgens Berry' is bij veel bridgers in Nederland en ook in Vlaanderen een begrip en verwijst naar de leermethode Leer bridge van Berry Westra. De beginselen van het bridgespel worden hierin uitgelegd. Naast de basismethode is er een aantal boeken die zijn bied- en speeltheorie verder uitdiepen. Het gehanteerde biedsysteem is gebaseerd op Acol. Kenmerkend is vooral dat het een natuurlijk biedsysteem is dat volledig gebaseerd is op het bieden van hoge vierkaarten. Voorstanders van dit biedsysteem refereren altijd aan 1993 toen Westra met dit systeem wereldkampioen werd.
Later is ook Westra overgestapt op vijfkaart hoog, waarbij een klaveropening op een tweekaart gedaan kan worden.
Internationaal was de wereldtitel voor landenteams in 1993 in Chili (Bermuda Bowl) voor Nederland het hoogtepunt uit een aantal grote successen. Enri Leufkens en Berry Westra, Wubbo de Boer en Bauke Muller, Piet Jansen en Jan Westerhof tekenden voor die prestatie.
Ook in de 21e eeuw behoort Berry Westra nog tot de top van de Nederlandse bridgers. Samen met zijn bridgepartner Huub Bertens maakte hij enige tijd deel uit van team Oranje, de selectie voor het open team van de NBB. Ook kwam hij met Bertens uit voor BC 't Onstein. Sinds het vertrek van Bertens naar Amerika speelt Westra weer met Vincent Ramondt. In 2019 won het viertal met Westra de finale Meesterklasse.

## Palmares
- 1987: wereldkampioen jeugd
- 1993: wereldkampioen viertallen
- 13x Nederlands viertallenkampioen (9x MK - 1989, 1992, 1996, 1997, 1999, 2003, 2006, 2009 en 2019 - 4x open)
- 4x Nederlands parenkampioen (2x MK, 2x open)
- 12 medailles op internationale kampioenschappen